# Lenguas bushoong
Las lenguas bushoong son una división de las lenguas bantúes, codificadas dentro de la zona C.80 en la clasificación de Guthrie. De acuerdo con Nurse y Philippson (2003), dejando a un lado el dengés (C.81) y el dialecto shuwa (C.89), estas lenguas constituirían un grupo filogenético válido. Las lenguas de este grupo son:
Hendo (Songomeno), Bushoong, Lele, Wongo

## Comparación léxica
Los numerales en diferentes lenguas bushoong son:
| GLOSA | Bushoong | Bushoong       | Bushoong     | Bushoong        | Ndengese (Dengese) |
| GLOSA | Bushong  | Shilele (Lele) | Wongo        | PROTO- BUSHOONG | Ndengese (Dengese) |
| ----- | -------- | -------------- | ------------ | --------------- | ------------------ |
| '1'   | koʧi     | koot           | ooʧi / mweʧi | *koti/ *mwe-ti  | émo                |
| '2'   | mpendè   | mpɛndi         | bapé         | *badi           | ipé                |
| '3'   | nʃatu    | nʃatu          | sat          | *satu           | isatu              |
| '4'   | nèyi     | nɛi            | ne           | *nɛi            | inei               |
| '5'   | ntanu    | tanu           | taan         | *taːnu          | itanu              |
| '6'   | nʃamunu  | nʃamun         | nsam         | *nsamunu        | isamo              |
| '7'   | ʃambwèlè | nʃambon        | sampwaré     | *sambwadi       | isambé             |
| '8'   | inànà    | inana          | naàna        | *naːna          | inaneyi            |
| '9'   | libwà    | ribwa          | ibwa         | *-bwa           | bva                |
| '10'  | iʃaŋè    | iʃaŋgè         | isankè       | *i-saŋke        | ʤom                |